# Svante Säwén
Per Svante Säwén, född 1 juli 1955 i Sundsvall, är en svensk politisk skribent och Opinionsbildare, som sedan 1993 arbetar som ledarskribent och politisk redaktör på den socialdemokratiska tidningen Dagbladet Nya Samhället i Sundsvall. Ibland vikarierar Svante Säwén som ledarskribent på socialdemokratiska  Länstidningen Östersund. Under 2003 och 2004 har han också varit ledarskribent på socialdemokratiska Västerbottens Folkblad samt under vintern 2003 på obundet socialdemokratiska Folkbladet.